# NGC 6818
NGC 6818，或稱為小寶石星雲（Little Gem Nebula），是位於人馬座的行星狀星雲，距離地球約6000光年，直徑約0.5光年。由天文學家威廉·赫歇爾發現於1787年。

## 概要
當類似太陽的恆星接近死亡時，其外層氣體將會噴發入太空，形成發光的雲氣，就是所謂的行星狀星雲。恆星噴出的氣體其質量不是均勻的，使得行星狀星雲的形狀相當複雜。NGC 6818內有多節狀的結構與各種不同物質層狀結構；並且中心明亮與封閉的氣泡外圍被更大且更濃厚的雲氣包圍。
天文學家認為從星雲中心的恆星發出的恆星風推動從恆星表面流出的物質，形成了NGC 6818的伸長形狀。當高速恆星風通過緩慢移動的雲氣周圍時，將會在氣泡的外層產生特別明亮的點狀結構。

## 圖集

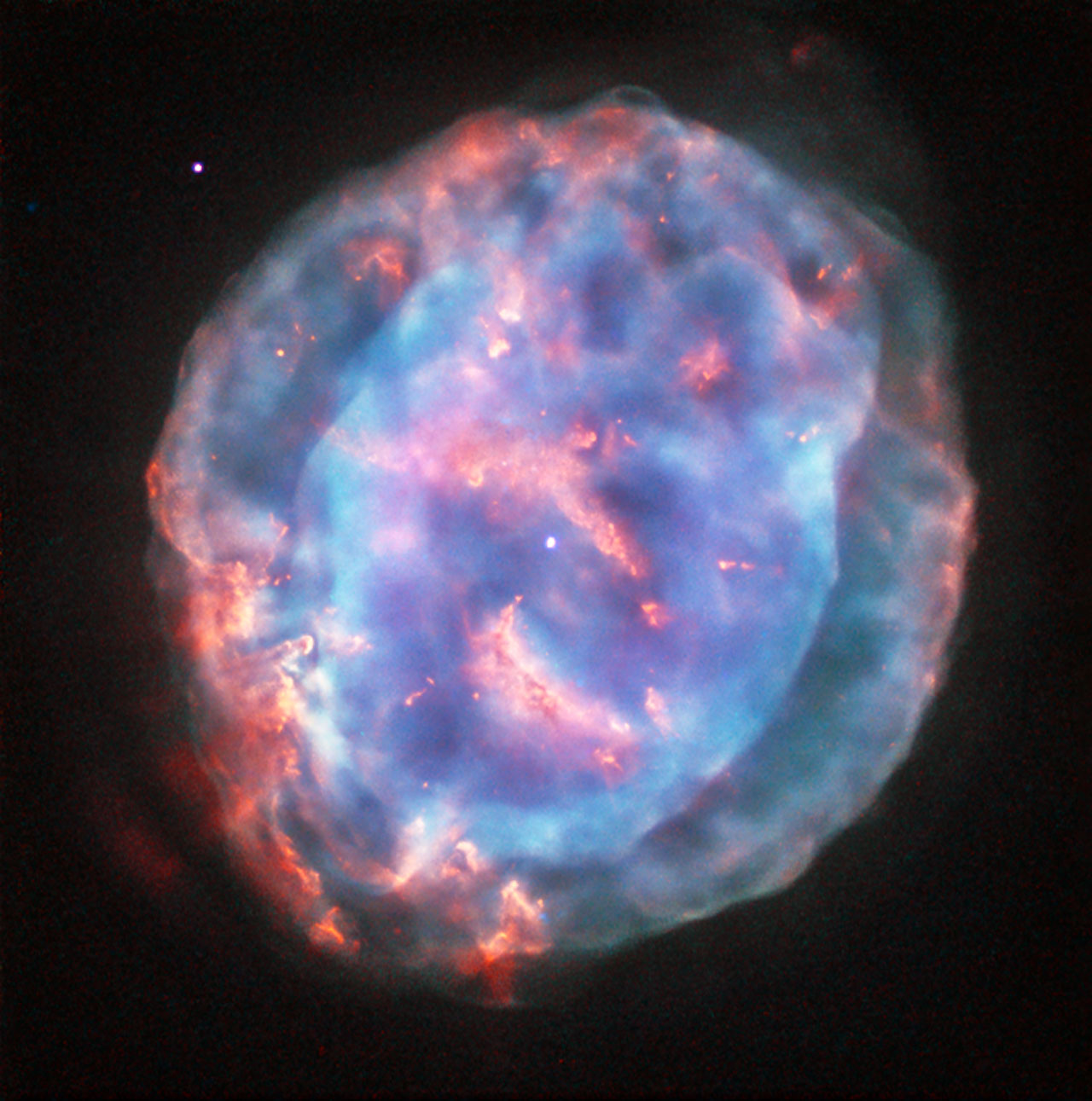
來自中心恆星的恆星風推動物質向外側移動[3]。

## 外部連結
- Planetary Nebula NGC 6818（页面存档备份，存于）
- Encyclopedia article（页面存档备份，存于）